# Valeria Lukyanova
Valeria Valeryevna Lukyanova (en ucraniano: Вале́рія Вале́ріївна Лук'я́нова; en ruso: Валерия Валерьевна Лукьянова), nacida en Tiraspol el 23 de agosto de 1985, es una modelo moldava.
Conocida por su gran parecido físico a una muñeca Barbie, muchas fuentes la describen como una "muñeca Barbie de la vida real" y "Barbie humana". Para lograr este efecto, Valeria utiliza maquillaje y lentillas. Declara que se ha hecho poner implantes mamarios, pero que el resto de su cuerpo es totalmente natural y delgado debido a los entrenamientos de gimnasia diaria y una dieta especial. Muchas veces se la ha comparado con el "Ken Humano", Justin Jedlica con quien mantiene una disputa generada en su primer encuentro. Actualmente organiza giras y reuniones de fanes por su reciente carrera como DJ.

## Primeros años
Su madre, Irina, trabajó para el sector militar y su padre era un constructor que también trabajaba a tiempo parcial como disk jockey. De pequeña, Lukyanova tenía una colección de muñecas enorme, y se sintió intrigada por la espiritualidad. Ella tiene una licenciatura en arquitectura en la Academia de Ingeniería Civil y Arquitectura del Estado de Odesa.

## Carrera

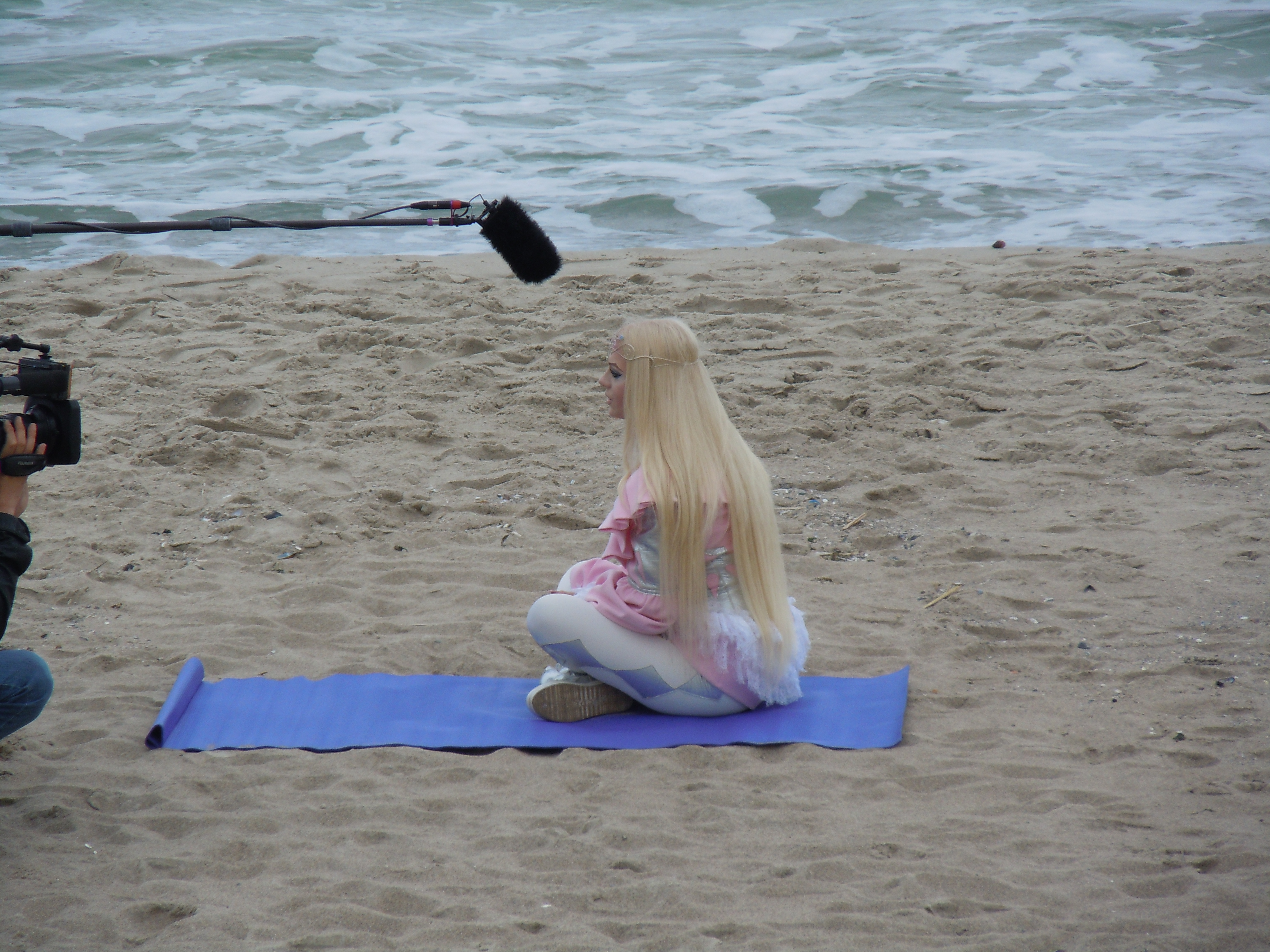
Lukyanova durante una grabación en 2014.

En 2007 Lukyanova ganó el concurso de belleza internacional, "señorita corona de diamantes del mundo". Había cerca de 300 participantes en el concurso de belleza, cualquier chica podía participar, y no había nada en las reglas que prohibiera la cirugía plástica. Después de su victoria, tuvo varias sesiones de fotos y entrevistas en los medios de comunicación rusos, algunos incluso incluyendo fotos eróticas. Lukyanova obtuvo seguidores mundialmente, atraídos por su apariencia semejante a una muñeca Barbie después de subir a internet fotos y vídeos de ella misma. Su primera entrevista famosa y fotos fuera de Rusia fueron publicadas por la web Jezebel, seguida por una sesión de fotos profesional en la revista V por Sebastian Faena.
Lukyanova es instructora en la escuela de Viajes Extracorporales, descrita como "una escuela internacional en el que nuestros instructores enseñan a los estudiantes a abandonar su cuerpo físico y viajar en su cuerpo espiritual." Su nombre espiritual es conocido como "Amatue", que supuestamente significa diosa Solar.
Saltó a la fama después de los informes de su "belleza casi inhumana" que aparecieron en Internet. Esto llevó a los medios de comunicación a describirla como una "Barbie humana", "Barbie de la vida real", y "muñeca viviente". Fue el tema de la película documental de 2013 Barbie Espacial para la revista Vice, que mostraba su vida cotidiana.
Los medios de comunicación han expresado escepticismo sobre el caso de Lukyanova. ABC News sugirió que Lukyanova no era más que una farsante ayudada por el uso de Photoshop. Un educador de Boston consideró a Lukyanova como un ejemplo de los efectos negativos de los medios de comunicación o cosificación. Para retirar las acusaciones de Photoshop, Lukyanova publicó numerosos vídeos en YouTube y ha aparecido varias veces en los canales de televisión rusos. En junio de 2012 dio una entrevista de 40 minutos en el programa de televisión "La televisión en vivo" del canal televisivo "Russia-1". También apareció en marzo de 2013 en "Channel One Russia" en un programa sobre el meteorito de Cheliábinsk. Lukyanova ha declarado en las revistas y en la televisión que nunca se ha sometido a cirugía plástica, exceptuando una operación de aumento en sus pechos. También niega que se quitara costillas para que su cintura sea más pequeña. Lukyanova culpó a sus enemigos de alterar sus viejas fotos en Photoshop. A partir del 2015, Lukyanova tiene más de 1,000.000 fanes en Facebook, 12.000 seguidores en Twitter, más de 40 millones de visitas en YouTube, y también, a partir de agosto de 2015, contaba con 500.000 seguidores en la red social rusa VK.
En 2013 Lukyanova participó en la película documental La Fase, que fue publicado en YouTube en 7 idiomas.  Es también compositora y cantante de ópera, cuenta con más de 100 canciones en su repertorio, algunas de las cuales se publican en línea y grabó dos álbumes del estilo musical New-Age, "Sol en los ojos" y "2013" con el nombre Amatue. En 2012 Lukyanova escribió un libro, "Viajera Astral Amatue", sobre sus viajes astrales y liberado para su descarga gratuita en su sitio web.  Archivado el 2 de abril de 2022 en Wayback Machine.
Actualmente desarrolla una carrera como DJ y prepara viajes internacionales por América Latina.

## Vida personal
Vivió en Odesa, Ucrania, desde que tenía 16 años, y afirma ser de origen "Báltico oriental, pero más cerca de los países nórdicos". Ella está casada desde 2006 con el empresario ucraniano Dmitry Shkrabov, su amigo de la infancia. Es una vegetariana estricta, y vive de una dieta puramente líquida.
En febrero de 2014, anunció que iba a tratar de no ingerir comida ni agua durante un tiempo no especificado, en un intento de vivir exclusivamente de la luz y el aire, una práctica llamada Aerivorismo. Sin embargo, más tarde detuvo este experimento, afirmando: "Todavía me gustaría hacer  aerivorismo algún día, pero ahora mismo estoy muy lejos, no estoy preparada, y yo no sé cuándo lo haré.".
En una entrevista de 2014 en GQ, expresó sus puntos de vista sobre la mezcla de razas, y lo describió como un problema, declarando "las etnias se están mezclando ahora, así que hay degeneración". Dijo que ella no quiere tener hijos o un "estilo de vida familiar."
En la noche de Halloween de 2014 Valeria informó a la policía que había sido golpeada y estrangulada por dos hombres fuera de su casa, después de haber recibido amenazas anónimas en los últimos dos años. Fue hospitalizada y dada de alta una semana después.

## Discografía

### Álbumes
- 2009: "Sun in the Eyes" [40]
- 2013: "2013" [41]

### Sencillos
- 2013: One Expectation (Alessandro Ambrosio feat. Amatue)[42]

### Videos
- 2010: "Venus" [43]
- 2011: "Endless eternity" [44]